# Distrikt Nueva Cajamarca
Der Distrikt Nueva Cajamarca liegt in der Provinz Rioja der Region San Martín im zentralen Norden von Peru. Der am 21. Dezember 1984 gegründete Distrikt hat eine Fläche von 334 km². Beim Zensus 2017 lebten 44.597 Einwohner im Distrikt. Im Jahr 1993 lag die Einwohnerzahl bei 21.207, im Jahr 2007 bei 35.718. Die Distriktverwaltung befindet sich in der 875 m hoch gelegenen Stadt Nueva Cajamarca mit 25.812 Einwohnern (Stand 2017). Nueva Cajamarca liegt 40 km westnordwestlich der Regionshauptstadt Moyobamba. Die Nationalstraße 5N von Moyobamba nach Bagua führt durch den Distrikt.

## Geographische Lage
Der Distrikt Nueva Cajamarca befindet sich im Südwesten der Provinz Rioja. Der Distrikt liegt in einer Beckenlandschaft zwischen der peruanischen Zentralkordillere im Westen und der peruanischen Ostkordillere im Osten. Die Flüsse Río Soritor und Río Yuracyacu, beides Nebenflüsse des Río Mayo, durchfließen den Distrikt in nordöstlicher bzw. östlicher Richtung. 
Der Distrikt Nueva Cajamarca grenzt im Nordwesten und Norden an den Distrikt Awajún, im Nordosten an die Distrikte San Fernando und Yuracyacu, im Südosten an den Distrikt Elías Soplín Vargas sowie im Südwesten an den Distrikt Vista Alegre (Provinz Rodríguez de Mendoza).

## Ortschaften im Distrikt
Neben Nueva Cajamarca gibt es folgende größere Orte im Distrikt:
- La Union (1397 Einwohner)
- Naranjillo (5814 Einwohner)
- San Juan de Rio Soritor (1202 Einwohner)